# Sidney (villa)
Sidney es una villa ubicada en el condado de Delaware en el estado estadounidense de Nueva York. En el año 2000 tenía una población de 4,068 habitantes y una densidad poblacional de 665 personas por km².

## Geografía
Sidney se encuentra ubicado en las coordenadas 42°18′29″N 74°33′11″O / 42.30806, -74.55306.

## Demografía
Según la Oficina del Censo en 2000 los ingresos medios por hogar en la localidad eran de $27,411, y los ingresos medios por familia eran $31,734. Los hombres tenían unos ingresos medios de $28,596 frente a los $23,125 para las mujeres. La renta per cápita para la localidad era de $15,123. Alrededor del 18.5% de la población estaban por debajo del umbral de pobreza.